# ATP-toernooi van Bristol
Het ATP-toernooi van Bristol (officieel: Bristol Open) was een tennistoernooi ter voorbereding op Wimbledon. Het toernooi werd gespeeld in het Britse Bristol en heeft als ondergrond gras. 

## Finales

### Enkelspel
| Jaar          | Winnaar                     | Verliezend finalist      | Uitslag                  |               |
| ------------- | --------------------------- | ------------------------ | ------------------------ | ------------- |
| 1881          | Ernest Browne               | C. K. Wood               | 6–4, 6–2, 6–4            |               |
| 1882          | George M. Butterworth       | Alexander K. Butterworth | 6–4, 6–4                 |               |
| 1883          | Ernest Browne (2)           | Wilfred Milne            | 6–3, 6–2, 6–3            |               |
| 1884          | Pelham Von Donop            | John C. Kay              | 5–6, 6–5, 6–3            |               |
| 1885          | Ernest Browne (3)           | James Dwight             | 6–3, 6–1, 6–4            |               |
| 1886          | James Dwight                | Harry Grove              | 6–4, 6–3, 6–4            |               |
| 1887          | Harry Grove                 | James Dwight             | 3–6, 6–4, 6–4, 6–2       |               |
| 1888          | Harry S. Barlow             | James Baldwin            | 6–4, 6–3, 8–10, 3–6, 8–6 |               |
| 1889          | James Baldwin               | Wilfred Milne            | 7–5, 6–4, 6–4            |               |
| 1890          | Harry S. Barlow (2)         | James Baldwin            | 7–5, 6–3, 6–2            |               |
| 1891          | Harry S. Barlow (3)         | James Baldwin            | 2–6, 6–3, 6–4, 6–4 -->   |               |
| 1892-1894     | geen toernooi               | geen toernooi            | geen toernooi            | geen toernooi |
| 1895          | Roy Allen                   | George Ball-Greene       | 14–12, 6–4, 7–5          |               |
| 1896          | Harold Mahony               | William Larned           | 6–3, 6–3, 6–2            |               |
| 1897–1919     | geen toernooi               | geen toernooi            | geen toernooi            | geen toernooi |
| 1920          | Francis Fisher              | Frank Riseley            | 5–7, 6–4, 6–2, 6–2       |               |
| 1921          | Sydney Jacob                | Francis Fisher           | 9–7, 6–2, 4–6, 6–0       |               |
| 1922          | Brian Norton                | Theodore Mavrogordato    | 6–3, 6–3                 |               |
| 1923          | Patrick Wheatley            | F. R. L. Crawford        | 6–4, 6–3, 6–2            |               |
| 1924          | Jack Condon                 | Frank Riseley            | 7–5, 6–2, 8–6            |               |
| 1925          | Frank Riseley               | J. G. Hogan              | 6–3, 6–4                 |               |
| 1927          | Sydney Jacob                | A. E. Browne             | 6–3 6–2                  |               |
| 1928          | Dennis O'Callaghan          | Sydney Jacob             | 9–7, 5–7, 6–3            |               |
| 1929          | George Lyttleton-Rogers     | E. B. N. Taylor          | 6–1, 6–2                 |               |
| 1930          | George Lyttleton-Rogers (2) | George Godsell           | 6–3, 3–6, 6–4            |               |
| 1931          | George Lyttleton-Rogers (3  | Nigel Sharpe             | 6–2, 6–1, 7–5            |               |
| 1933          | Daniel Prenn                | Henk Timmer              | 6–2, 7–9, 6–4, 6–4       |               |
| 1934          | George Godsell              | Brian J. Sturgeon        | 6–4, 0–6, 6–3, 6–4       |               |
| 1935          | Donald Butler               | George Lyttleton-Rogers  | 8-,6 11–9, 9–7           |               |
| 1936          | Cam Malfroy                 | Robert Tinkler           | 4–6, 6–0, 6–4, 6–4       |               |
| 1937          | Alan Stedman                | Kho Sin-Kie              | 6–1, 1–6, 6–4            |               |
| 1938          | Jimmy Mehta                 | Cam Malfroy              | 6–2, 6–3                 |               |
| 1939          | Donald Butler               | Gottfried von Cramm      | 6–4, 6–3, 1–6, 5–7, 8–6  |               |
| 1940-1945     | geen toernooi               | geen toernooi            | geen toernooi            | geen toernooi |
| 1946          | Kho Sin-Kie                 | Ignacy Tłoczyński        | 6–4; 6–4                 |               |
| 1947          | Sumant Misra                | Madan Atri Mohan         | 6–4, 4–6, 6–2            |               |
| 1948          | Eric Sturgess               | Sumant Misra             | 6–4, 2–6, 6–2, 6–4       |               |
| 1949          | Felicisimo Ampon            | Syd Levy                 | 6–1, 6–2, 6–1            |               |
| 1950          | Jaroslav Drobný             | Vladimír Černík          | 6–3, 10–8                |               |
| 1951          | Straight Clark              | Harold Burrows           | 9–7, 3–6, 5–7, 6–1, 7–5  |               |
| 1952          | Jaroslav Drobný (2)         | Armando Vieira           | 7–5, 6–1                 |               |
| 1953          | Vic Seixas                  | Enrique Morea            | 6–3, 6–1, 8–6            |               |
| 1954          | Jaroslav Drobný (3)         | Jack Arkinstall          | walkover                 |               |
| 1955          | Enrique Morea               | Sidney Schwartz          | 2–6, 10–8, 6–2, 6–2      |               |
| 1956          | Luis Ayala                  | Gordon Forbes            | 6–2, 8–10, 6–4           |               |
| 1957          | Lew Hoad                    | Roger Becker             | 6–2, 6–3, 6–0            |               |
| 1958          | Mike Davies                 | Ramanathan Krishnan      | 6–1, 6–4, 7–9, 6–4       |               |
| 1959          | Ramanathan Krishnan         | Jaroslav Drobný          | 11–9, 6–0                |               |
| 1960          | Ronald Holmberg             | Antonio Palafox          | 6–3, 6–4                 |               |
| 1961          | Chuck McKinley              | Bob Mark                 | 6–3, 6–2, 6–4            |               |
| 1962          | Fred Stolle                 | Antonio Palafox          | 6–3, 6–4                 |               |
| 1963          | Fred Stolle (2)             | Chuck McKinley           | 6–3, 6–4                 |               |
| 1964          | Chuck McKinley              | Frew McMillan            | 6–4, 6–4, 6–2            |               |
| 1965          | Dennis Ralston              | Clark Graebner           | 6–2 6–2                  |               |
| 1966          | Cliff Richey                | Mike Belkin              | 6–1, 6–3                 |               |
| 1967          | Tom Okker                   | Cliff Drysdale           | 6–2, 5–7, 8–6            |               |
| Open tijdperk |                             |                          |                          |               |
| 1968          | Arthur Ashe                 | Clark Graebner           | 6–4, 6–3                 | details       |
| 1969          | Ken Rosewall                | Pierre Barthès           | 8–10, 6–3, 6–1           | details       |
| 1970          | Nikola Pilić                | Rod Laver                | 6–3, 1–6, 6–3            | details       |
| 1971          | Rod Laver                   | Cliff Drysdale           | w.o.                     | details       |
| 1972          | Bob Hewitt                  | Alex Olmedo              | 6–4, 6–3                 | details       |
| 1973-1980     | geen toernooi               | geen toernooi            | geen toernooi            | geen toernooi |
| 1981          | Mark Edmondson              | Roscoe Tanner            | 6–3, 5–7, 6–4            | details       |
| 1982          | John Alexander              | Tim Mayotte              | 6–3, 6–4                 | details       |
| 1983          | Johan Kriek                 | Tom Gullikson            | 7–6, 7–5                 | details       |
| 1984          | Johan Kriek (2)             | Brian Teacher            | 6–7, 7–6, 6–4            | details       |
| 1985          | Martin Davis                | Glenn Layendecker        | 4–6, 6–3, 7–5            | details       |
| 1986          | Vijay Amritraj              | Henri Leconte            | 7–6, 1–6, 8–6            | details       |
| 1987          | Kelly Evernden              | Tim Wilkison             | 6–4, 7–6                 | details       |
| 1988          | Christian Saceanu           | Ramesh Krishnan          | 6–4, 2–6, 6–2            | details       |
| 1989          | Eric Jelen                  | Nick Brown               | 6–4, 3–6, 7–5            | details       |

### Dubbelspel
| Datum   | Winnaars                        | Finalisten                     | Uitslag         |               |
| ------- | ------------------------------- | ------------------------------ | --------------- | ------------- |
| 1972    | Bob Hewitt Frew McMillan        | Clark Graebner Lew Hoad        | 6–3, 6–2        | details       |
| 1973–80 | geen toernooi                   | geen toernooi                  | geen toernooi   | geen toernooi |
| 1981    | Billy Martin Russell Simpson    | John Austin Johan Kriek        | 6–3, 4–6, 6–4   | details       |
| 1982    | Tim Gullikson Tom Gullikson     | Mark Edmondson Kim Warwick     | 6–4, 7–6        | details       |
| 1983    | John Alexander John Fitzgerald  | Tom Gullikson Johan Kriek      | 7–5, 6–4        | details       |
| 1984    | Larry Stefanki Robert Van't Hof | John Alexander John Fitzgerald | 6–4, 5–7, 9–7   | details       |
| 1985    | Eddie Edwards Danie Visser      | John Alexander Russell Simpson | 6–4, 7–6        | details       |
| 1986    | Christo Steyn Danie Visser      | Mark Edmondson Wally Masur     | 6–7, 7–6, 12–10 | details       |
| 1987    | onbekend                        | onbekend                       | onbekend        | onbekend      |
| 1988    | Peter Doohan Laurie Warder      | Martin Davis Tim Pawsat        | 2–6, 6–4, 7–5   | details       |
| 1989    | Paul Chamberlin Tim Wilkison    | Mike De Palmer Gary Donnelly   | 7–6, 6–4        | details       |

1968 · 1969 · 1970 · 1971 · 1972 · 1973 - 1980 · 1981 · 1982 · 1983 · 1984 · 1985 · 1986 · 1987 · 1988 · 1989
ITF-toernooien (mannen en vrouwen)

ATP-toernooien (mannen) – ATP-seizoen 2025

WTA-toernooien (vrouwen) – WTA-seizoen 2025

Voormalige toernooien mannen
Voormalige toernooien vrouwen
Voormalige amateurtoernooien